# Skånederby
För derbyt mellan Malmö FF och Helsingborgs IF, se Slaget om Skåne (fotboll).
Skånederby är namnet på matcher där två klubbar ifrån Skåne möts. I modern tid spelas det mest kända derbyt mellan Malmö FF och Helsingborgs IF, två klubbar som båda vanligtvis spelar i Allsvenskan och som i den serien mött varandra 120 gånger genom tiderna. Historiskt sett är även de båda klubbarnas möten med Landskrona BoIS välkända derbyn. BoIS och MFF har mötts 50 gånger i Allsvenskan. De enda orterna som har minst två klubbar bland de tre högsta nivåerna på herr- respektive damsidan är Malmö, som har fyra klubbar på herrsidan, Malmö FF, Ariana FC, BK Olympic och FC Rosengård och två på damsidan, FC Rosengård och Malmö FF, och Lund som har två klubbar på herrsidan, Lunds BK och Torns IF.

## Statistik
Flest antal allsvenska Skånederbyn:
- Malmö FF - Helsingborgs IF, 120 matcher (1931/32-2022)
- Landskrona BoIS - Malmö FF, 50 matcher (1931/32-2005)
- Helsingborgs IF - Landskrona BoIS, 44 matcher (1924/25-2005)

## Lag i Skåne
Följande tretton skånska lag spelar 2024 i en av de tre högsta divisionerna i Sverige:
| Herrar                                                                                 | Herrar      | Nivå | Damer          | Damer                                                        |
| Lag                                                                                    | Serie       | Nivå | Serie          | Lag                                                          |
| -------------------------------------------------------------------------------------- | ----------- | ---- | -------------- | ------------------------------------------------------------ |
| Malmö FF                                                                               | Allsvenskan | 1    | Damallsvenskan | FC Rosengård, Kristianstads DFF, Trelleborgs FF, Vittsjö GIK |
| Helsingborgs IF, Landskrona BoIS, Trelleborgs FF                                       | Superettan  | 2    | Elitettan      | Malmö FF                                                     |
| Ariana FC, BK Olympic, Eskilsminne IF, FC Rosengård, Lunds BK, Torns IF, Ängelholms FF | Division 1  | 3    | Division 1     | Eskilsminne IF, FC Rosengård 2, Helsingborgs IF              |

## Publiksiffror
| Säsong | Lag      | Lag             | Resultat | Publiksiffra | Arena            |
| Säsong | Hemmalag | Bortalag        | Resultat | Publiksiffra | Arena            |
| ------ | -------- | --------------- | -------- | ------------ | ---------------- |
| 2003   | Malmö FF | Helsingborgs IF | 5–0      | 27 350       | Malmö Stadion    |
| 2001   | Malmö FF | Helsingborgs IF | 0–1      | 26 500       | Malmö Stadion    |
| 2002   | Malmö FF | Landskrona BoIS | 2–1      | 24 570       | Malmö Stadion    |
| 2002   | Malmö FF | Helsingborgs IF | 0–2      | 24 061       | Malmö Stadion    |
| 2010   | Malmö FF | Helsingborgs IF | 2–0      | 23 743       | Swedbank Stadion |
| 2013   | Malmö FF | Helsingborgs IF | 1–1      | 23 730       | Swedbank Stadion |
| 2012   | Malmö FF | Helsingborgs IF | 3–0      | 23 638       | Swedbank Stadion |
| 2011   | Malmö FF | Helsingborgs IF | 0–3      | 23 612       | Swedbank Stadion |
| 2006   | Malmö FF | Helsingborgs IF | 3–1      | 23 571       | Malmö Stadion    |
| 2003   | Malmö FF | Landskrona BoIS | 2–2      | 23 081       | Malmö Stadion    |

| Säsong    | Lag             | Lag             | Resultat | Publiksiffra | Arena         |
| Säsong    | Hemmalag        | Bortalag        | Resultat | Publiksiffra | Arena         |
| --------- | --------------- | --------------- | -------- | ------------ | ------------- |
| 1967      | Malmö FF        | Helsingborgs IF | 1–2      | 29 328       | Malmö Stadion |
| 1993      | Malmö FF        | Helsingborgs IF | 3–3      | 28 716       | Malmö Stadion |
| 2003      | Malmö FF        | Helsingborgs IF | 5–0      | 27 350       | Malmö Stadion |
| 2001      | Malmö FF        | Helsingborgs IF | 0–1      | 26 500       | Malmö Stadion |
| 1953/1954 | Helsingborgs IF | Malmö FF        | 1–1      | 26 154       | Olympia       |
| 1969      | IFK Malmö       | Helsingborgs IF | 0–1      | 25 624       | Malmö Stadion |
| 2002      | Malmö FF        | Landskrona BoIS | 2–1      | 24 570       | Malmö Stadion |
| 1996      | Malmö FF        | Helsingborgs IF | 1–1      | 24 508       | Malmö Stadion |
| 1949/1950 | Helsingborgs IF | Malmö FF        | 2–2      | 24 314       | Olympia       |
| 2002      | Malmö FF        | Helsingborgs IF | 0–2      | 24 061       | Malmö Stadion |